# Gerums församling
För andra betydelser, se Gerums församling (olika betydelser).
Gerums församling är en församling i Fardhems pastorat i Sudertredingens kontrakt i Visby stift i Svenska kyrkan. Församlingen ligger i Gotlands kommun i Gotlands län.

## Administrativ historik
Församlingen har medeltida ursprung. 
Församlingen var till den 1 maj 1922 annexförsamling i pastoratet Levede och Gerum. Från den 1 maj 1922 till 1962 var den annexförsamling i pastoratet Eksta, Levide och Gerum, som till 1941 även omfattade Sproge församling. Från 1962 är den annexförsamling i pastoratet Fardhem, Linde, Lojsta, Levide och Gerum.

## Kyrkor
- Gerums kyrka